# 寛ぎの時
『寛ぎの時』（原題：Jan Akkerman）は、オランダのギタリスト、ヤン・アッカーマンが1977年に発表したスタジオ・アルバム。

## 背景
アッカーマンは1976年にフォーカスを脱退した後にドイツ人ジャズ・キーボーディストのヨアヒム・キューンと意気投合し、本作がキューンとの初共演アルバムとなった。その後、アッカーマンは、ヨアヒム・キューン・バンド名義のアルバム『サンシャワー』（1978年）に参加し、また、1978年に行われたキューンとアッカーマンのデュオ・ライブの模様は、1979年にライブ・アルバム『Live! The Kiel Concert - The Stuttgart Concert』として発表された。
「フローティン」では、フォーカス時代の盟友ピエール・ファン・デル・リンデンがドラムスを担当している。
「クラッカーズ」は、1976年に発表されたフォーカスの未発表曲集『シップ・オブ・メモリーズ-美の魔術-』に収録された曲を再録音したもの。

## 反響・評価
母国オランダでは1977年10月15日付のアルバム・チャートで初登場18位となり、その後最高9位を記録した。アメリカでは1978年にBillboard 200で198位を記録した。
ポール・コリンズはオールミュージックにおいて5点満点中3.5点を付け「タイトにアレンジされたジャズ・ロックのコレクション」「ここで聴けるアッカーマンのギターは、フォーカス時代の作品よりも抑制的」と評している。

## 収録曲
全曲ともヤン・アッカーマン作曲。
1. クラッカーズ - "Crackers" - 4:19
2. エンジェル・ウォッチ - "Angel Watch" - 9:50
3. パヴァーヌ - "Pavane" - 5:31
4. ストリートウォーカー - "Streetwalker" - 6:59
5. スカイダンサー - "Skydancer" - 5:13
6. フローティン - "Floatin'" - 5:13
7. ゲート・トゥ・ヨーロッパ - "Gate to Europe" - 3:02

## パーソネル
- ヤン・アッカーマン – ギター
- ヨアヒム・キューン - キーボード
- シーズ・ファン・デル・ラールス - ベース
- ブルーノ・カステルッチ - ドラムス
- ピエール・ファン・デル・リンデン - ドラムス(on #6)
- ネッピー・ノヤ - パーカッション